# Camará (Aquiraz)
Camará é um distrito do município brasileiro de Aquiraz, no litoral oeste da Região Metropolitana de Fortaleza, no estado do Ceará. De acordo com o Instituto Brasileiro de Geografia e Estatística (IBGE), sua população no ano de 2010 era de 10 408 habitantes, sendo 5 179 mulheres e 5 229 homens, possuindo um total de 9 115 domicílios particulares. Foi Criado Pelo Decreto-lei Municipal n.º 1.1469 de 06 de julho de 1988.

## Subdivisões do distrito
Camará (sede), Giboia, Santa Maria, Oiticica, Açude dos tocos, Patanhém, Telha, Malvinas, Paraíso da Telha, Cajueiro.
CEP: 61753-000
Limites distritais; Norte: Eusébio, Sul e Leste: Aquiraz, Oeste: Itaitinga. 
Seu acesso se dá pela BR 116 km 23, sentido Fortaleza/interior ou pelo Eusébio através da avenida Coronel 
Cícero Alencar, que ao chegar no distrito de Camará passa a se chamar Avenida Manoel Feliciano de Lima.